# Samyda yucatanensis
Samyda yucatanensis là một loài thực vật có hoa trong họ Liễu. Loài này được Standl. miêu tả khoa học đầu tiên năm 1923.